# Kawasaki GPZ 1100
La Kawasaki GPZ 1100  è una motocicletta della casa motociclistica giapponese Kawasaki prodotta dal 1981 al 1985.
La peculiarità tecnica della moto è quella di adottare un sistema d'alimentazione ad iniezione elettronica, tra le prime moto di grande cubatura a farne uso.

## Profilo e tecnica
È dotata di un propulsore a 4 tempi con raffreddamento ad aria dalla cilindrata totale di 1089 cm³, alimentato da corpi farfallati coadiuvato da un sistema ad iniezione elettronica. Il motore a quattro cilindri in linea è dotato di 8 valvole (2 per cilindro) azionate mediante due alberi a camme in testa. Il cambio è a cinque marce, con trasmissione finale a catena.
Il motore è ancorato nella parte anteriore del telaio su supporti in gomma antivibranti ed è dotato di un piccolo radiatore dell'olio frontale. Il rapporto di compressione è pari a 8.9:1.
La GPZ1100 è dotata di un telaio a culla in acciaio, con il motore che svolge funzione portante; è basato su quello della Z1000J, dotato di albero motore su cuscinetti a rulli ma la cui cilindrata è stata aumentata a 1089 cc.Inoltre invece di disporre di un sistema d'alimentazione a carburatori, si differenzia montando uno ad iniezione elettronica del carburante della Nissan derivato dalla Bosch.
Il sistema sospensivo è costituito da forcelle anteriori da 38 mm. Pesa circa 255 kg con il pieno di carburante e la potenza dichiarata è di circa 108 CV (81 kW), la coppia massima di 91 Nm a 7000 giri/min.
Dieci anni dopo, dal 1995 al 1997, la Kawasaki ha riutilizzo il nome GPZ 1100, creando una moto sulla base della ZZR-1100. Non vi era alcun legame tra i due modelli successivi (ufficialmente designati come ZX1100E), in quanto quella degli anni 90 era a carburatore e tra le prime disponibile con ABS.